# Плазово
Плазово (пол. Płazowo) — село в Польщі, у гміні Любево Тухольського повіту Куявсько-Поморського воєводства.
Населення — 266 осіб (2011).

## Демографія
Демографічна структура станом на 31 березня 2011 року:
|          | Загалом | Допрацездатний вік | Працездатний вік | Постпрацездатний вік |
| -------- | ------- | ------------------ | ---------------- | -------------------- |
| Чоловіки | 122     | 24                 | 84               | 14                   |
| Жінки    | 144     | 32                 | 86               | 26                   |
| Разом    | 266     | 56                 | 170              | 40                   |